# NGC 7498
NGC 7498 este o galaxie spirală situată în constelația Vărsătorul. A fost descoperită în 24 septembrie 1864 de către Albert Marth.